# 梁家巷站
梁家巷站位于中华人民共和国四川省成都市金牛区一环路与解放路交叉口，目前为成都地铁6号线的一座车站。本站于2020年12月18日随成都地铁6号线开通而启用。本站在规划阶段曾用名“解放路站”。

## 车站结构
梁家巷站为地下二层11.5米宽岛式站台车站。
| 地面              | ·    | 出口A/B1/B2/C1/C2/D                                                                                     |
| 地下一层          | 站厅 | 自助购票 客服中心                                                                                       |
| 地下二层          | 站台 | \| \| \| 6号线往望丛祠（人民北路） \| \| 島式 · 開左邊车门 \| \| \| \| \| \| 6号线往兰家沟（前锋路） \| |
|                   |      | 6号线往望丛祠（人民北路）                                                                               |
| 島式 · 開左邊车门 |      | |
|                   |      | 6号线往兰家沟（前锋路）                                                                                 |

## 出入口
本站目前开放6个出入口。
|              |                         |                                            |      |  |
| 编号         | 设施                    | 指示                                       | 照片 |  |
|              | 无障碍电梯 无障碍卫生间 | 一环路北三段、解放路二段、花圃路、绳溪路   |      |  |
| 出口 · B · 1 |                         | 张家巷、解放路二段                         |      |  |
| 出口 · B · 2 |                         | 一环路北四段                               |      |  |
| 出口 · C · 1 |                         | 平福路、解放路一段                         |      |  |
| 出口 · C · 2 |                         | 泰宏路、一环路北四段                       |      |  |
| 出口 · D     |                         | 一环路北三段、解放路一段、解放西路、互助路 |      |  |

## 历史
- 2017年12月24日，车站主体结构开工；
- 2019年10月30日，车站主体结构封顶；
- 2020年12月18日，车站启用；
- 2023年7月，本站英文名由Liangjia Alley改为Liangjiaxiang。